# Springdale (Utah)
Springdale – miasto w Stanach Zjednoczonych, w stanie Utah, w hrabstwie Washington.